# 川崎市バス鷲ヶ峰営業所

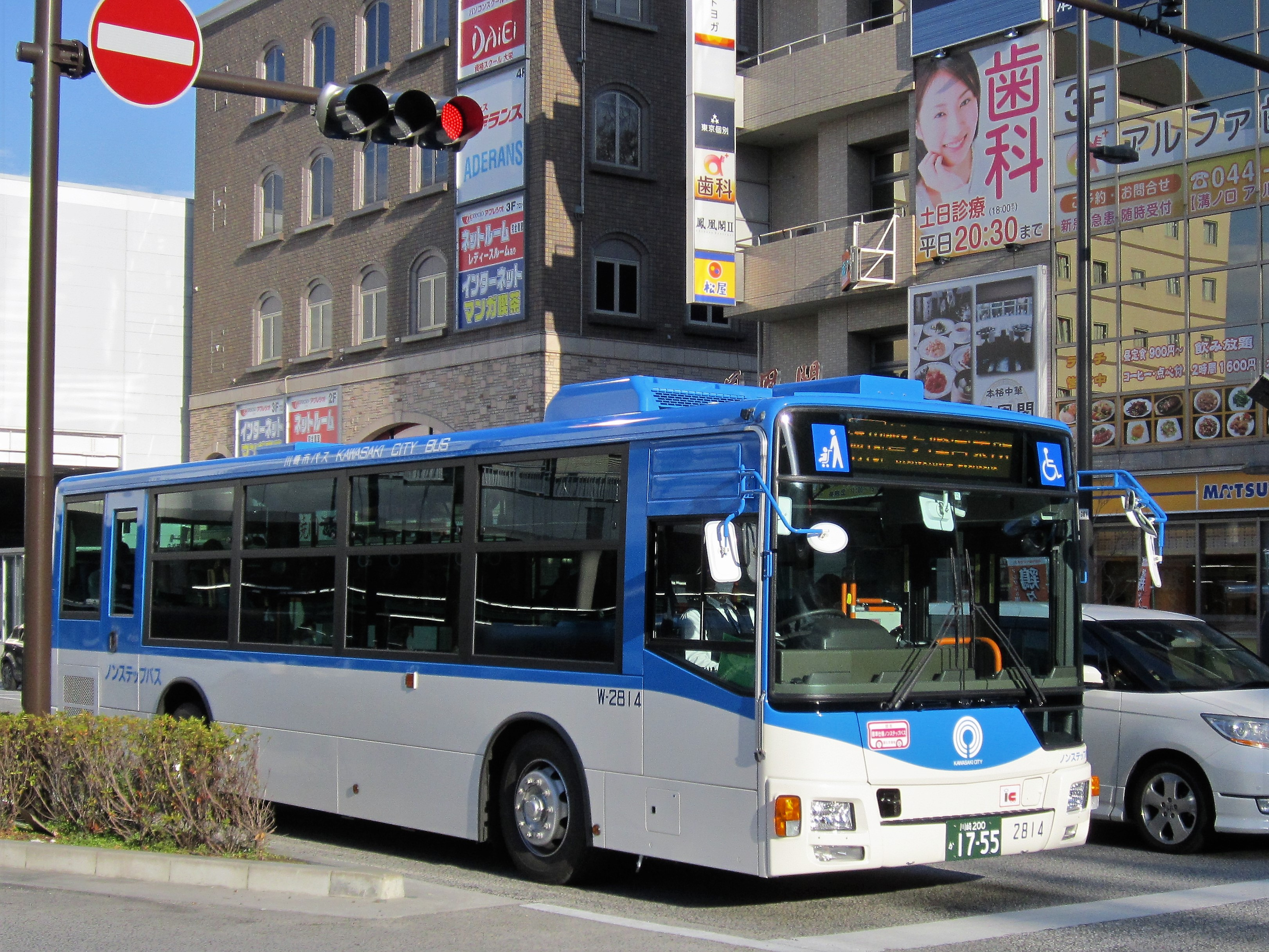
鷲ヶ峰営業所所属の大型車
2018年度導入車（W-2814）

川崎市バス鷲ヶ峰営業所（かわさきしバスわしがみねえいぎょうしょ）は、神奈川県川崎市宮前区菅生ケ丘に位置する川崎市交通局の路線バス営業所。正式名称は川崎市交通局自動車部鷲ヶ峰営業所。営業所略号はW。主に川崎市北部の高津区・宮前区・多摩区・麻生区に路線を展開する。最寄り停留所は「鷲ヶ峰営業所前」。
営業所建物の上層階は市営住宅（鷲ヶ峰団地と西長沢住宅）になっている。

## 沿革
- 1952年（昭和27年）8月1日：立川バスより溝口営業所を買収し、大島営業所溝口出張所として開設[2]。
- 1972年（昭和47年）：鷲ヶ峰営業所を開設[2]。
- 1980年（昭和55年）8月1日：溝口営業所廃止に伴い、鷲ヶ峰営業所菅生出張所を設置[2]。
- 2004年（平成16年）4月1日：菅生出張所を廃止、担当路線は鷲ヶ峰営業所へ引き継ぎ[2]。
- 2011年（平成23年）4月1日：菅生出張所の跡地で車庫として機能していた菅生車庫が、菅生営業所として再開（停留所名は菅生車庫のまま）。
- 2021年（令和3年）
  - 3月1日：前日をもって新10から撤退し、全便を小田急バスに移譲。これに伴い共通定期券の取り扱いを終了。
  - 4月1日：再び菅生営業所を廃止。菅生営業所は鷲ヶ峰営業所の傘下となり、「鷲ヶ峰営業所菅生車庫」に改称のうえ、事故対応など一部事務作業などを統合[3]。ただし、運行業務は菅生営業所からそのまま引き継がれたため、鷲ヶ峰営業所本体とは独立した車両運用や乗務員の仕業等が組まれた。
- 2022年（令和4年）3月27日：鷲ヶ峰営業所と独立したままであった車両運用や運行業務などを鷲ヶ峰営業所に集約。菅生車庫は運行機能を失い、用地は鷲ヶ峰営業所所管路線の折返場や車両の留置場として使用。
- 2024年（令和6年）
- 6月10日：運転手不足により平日の95本を減便[4]。
- 12月9日：再びダイヤ改正を実施。先述の減便ダイヤが見直され、平日の8便が戻される。

## 現行路線

### 柿生線

運行系統図※本図における柿生駅方面の「溝17」は2017/10/1以降の「溝10」（廃止）に相当する。

- 柿04：柿生駅 - 琴平下 - 田園調布学園大学前 - 稗原 - 鷲ヶ峰営業所前
- 溝11：溝口駅南口 - 向丘出張所 - 蔵敷 - 稗原 - 田園調布学園大学前 - 日本映画大学 - 新百合丘駅前
- 溝11：堰下 → 蔵敷 → 稗原 → 田園調布学園大学前 → 王禅寺公園 → 新百合丘駅（下り早朝のみ）
- 溝17：溝口駅南口 - 向丘出張所 - 蔵敷 - 清水台 - 菅生車庫
- 溝17：溝口駅南口 ← 向丘出張所 ← 蔵敷 ← 蔵敷団地（平日初発出庫）
- 溝17：溝口駅南口 ← 神木本町（平日朝のみ）
- 溝18：溝口駅南口 - 向丘出張所 - 蔵敷 - 稗原 - 鷲ヶ峰営業所前
- 溝18：第三京浜入口 - 溝口駅南口 - 向丘出張所 - 蔵敷 - 稗原 - 鷲ヶ峰営業所（第三京浜入口行きは平日・土曜朝のみ、鷲ヶ峰営業所行きは平日・土曜夕のみ）
- 溝18：第三京浜入口 - 溝口駅 - 向丘出張所 - 蔵敷 - 稗原 - 鷲ヶ峰営業所（第三京浜入口行きは平日・土曜夕のみ、鷲ヶ峰営業所行きは平日・土曜朝のみ）
- 溝18：溝口駅南口 - 向丘出張所 - 蔵敷 - 稗原 - 鷲ヶ峰営業所 - 聖マリアンナ医科大学
- 溝18：鷲ヶ峰営業所 - 聖マリアンナ医科大学（入出庫便）
- 溝19：溝口駅南口 - とのした橋 - 向丘出張所 - 原ヶ谷 - おし沼 - 向丘遊園駅南口
- 溝19：溝口駅南口 ← とのした橋 ← 向丘出張所 ← 原ヶ谷 ← おし沼（平日朝のみ）

鷲ヶ峰営業所の基幹路線で、主に溝口駅と蔵敷・稗原方面を結ぶ。後述の犬蔵線と併走する溝口駅 - 向丘出張所には下作延住宅、上作延団地、長尾団地や向ヶ丘遊園センチュリータウンといった団地があるため利用者が多く、沿線のほとんどが人口が多く駅から離れた地点に住宅街が集中する宮前区内のため混雑する。このため2016年（平成28年）9月1日から上作団地前、上作延にて平日朝方は車外に簡易型料金機を設置して、降車口から乗車する形態がとられている。
柿04は、鷲ヶ峰営業所から稗原・琴平下を経て柿生駅へ向かう。日吉ノ辻 - 柿生駅は同区間を併走する東急バス柿01との共通定期券取扱い区間となっている。長沢入口を過ぎると狭隘路となり、大型車がギリギリ乗り入れられる道路を走行する。特に柿生駅付近では道幅が狭く、バスが歩行者とすれすれで通行する状態であり、駅付近での行き違いが困難なため、誘導員によるトランシーバーを使った連絡が必須であった。この問題を解決するため、2007年（平成19年）4月1日より旧停留所から約70m離れた場所に設置された仮設ターミナルから発着するようになった。これは、東急バス・小田急バスに関しても同様である。
溝18は、稗原から潮見台浄水場を経て鷲ヶ峰営業所・聖マリアンナ医科大学へ向かう。大多数の便は営業所折返しで、マリアンナ医大便は1時間2-3本と少ない。なお、溝口駅 - 営業所便と営業所 - マリアンナ便を乗り継ぐ場合は、乗務員に申し出れば1乗車扱いとなる。
第三京浜入口には折返所がないため、朝に南口経由で来たバスは北口経由で折り返し、夕方に北口経由で来たバスは南口経由で折り返す。
溝19は堰下から分岐する支線で、日中は本数が1時間に1-2本と少ないが、ラッシュ時は向丘出張所 - 溝口駅南口の積み残し対策のため、溝口駅南口行きが多めに設定されている。
溝17として、神木本町始発の南口行きが設定されている。往路は回送で、再度運用に着く便は殿下橋交差点を右折し、旧道を経て神木・神木本町の交差点を左折し、神木本町より客扱いを行う。こちらは神木本町始発であることが判るよう専用の方向幕となっている。
2014年（平成26年）3月1日より、溝19はそれまで試験運行されていた向丘遊園駅東口（現：南口）まで朝方の一部の溝口駅向けを除き延伸された。なお、向丘遊園駅南口では久地駅経由の溝06系統と同じ5番のりばを使用する。
このほか定例化している臨時便として、毎年1月28日の「麻生不動尊だるま市」には溝10、柿04の増便が、年末（11月下旬から12月下旬の平日）には溝18鷲ヶ峰営業所行き深夜バスの増便が行われる。2014年（平成26年）末からはさらに溝17（白幡八幡前行）深夜バスの増便が2本設定されている。なお、どちらもここ数年は行われていない。
2017年（平成29年）3月26日のダイヤ改正で、溝17（菅生車庫行）、溝18、溝19は菅生営業所（現：鷲ヶ峰営業所菅生車庫）との共同運行となった。
2017年（平成29年）10月1日のダイヤ改正で、溝11系統の新百合丘駅行きが新設された。それに伴い、溝17（柿生駅行）が溝10に系統番号を変更、1時間に1本程度に減便された。溝11は田園調布学園大学前までは柿生駅行と同じルートだが、田園調布学園大学前交差点を直進し（柿生駅行は左折）、東百合丘四丁目（小田急バス新20・新19・新25で既設の停留所）を経由し、王禅寺公園北交差点を左折して王禅寺公園を通り、日生住宅から先は新11（廃止済・後述）や新13、小田急バスの新15と同じルートとなる。
2017年（平成29年）10月7日から、溝18の土曜ダイヤで深夜バスが運行開始された（23時台に2便）。
2022年（令和4年）3月27日のダイヤ改正で、蔵敷団地始発の溝17を平日早朝に新設した。
2022年（令和4年）12月1日のダイヤ改正で、溝10は柿04に集約され事実上の廃止となった。
2024年（令和6年）10月1日から、溝口駅南口の混雑対策のため、溝11、溝17、溝19が4番乗り場（従前、降車専用から転用）に変更。本数、ダイヤなどの運行内容変わらず。

### 犬蔵線

系統図

- 宮04：宮前平駅 - 犬蔵 - 清水台 - 北部市場 - 稗原 - 鷲ヶ峰営業所
- 宮04：（宮前区役所 ← 宮前平駅 / 宮前平駅 → 宮前区役所） - 犬蔵 - 清水台 - 北部市場 - 稗原 - 鷲ヶ峰営業所
- 宮05：宮前平駅 - 犬蔵 - 清水台 - 蔵敷 - 長沢 - 聖マリアンナ医科大学
- 宮05：（宮前区役所 ← 宮前平駅 / 宮前平駅 → 宮前区役所） - 犬蔵 - 清水台 - 蔵敷 - 長沢 - 聖マリアンナ医科大学
- 溝15：溝口駅南口 - とのした橋 - 向丘出張所 - 南平 - 犬蔵 - 宮前平駅
- 溝15：溝口駅南口 - とのした橋 - 向丘出張所 - 南平 - 犬蔵 - （← 宮前区役所 ← 宮前平駅 / 宮前平駅 → 宮前区役所）
- 溝15：第三京浜入口 - 溝口駅南口 - 向丘出張所 - 南平 - 犬蔵 - 宮前平駅（第三京浜入口行きは平日・土曜朝のみ、宮前平駅行きは平日・土曜夕のみ）
- 溝15：第三京浜入口 - 溝口駅 - 向丘出張所 - 南平 - 犬蔵 - 宮前平駅（第三京浜入口行きは平日・土曜夕のみ、宮前平駅行きは平日・土曜朝のみ）
- 溝16：溝口駅南口 - 向丘出張所 - 南平 - 犬蔵 - 清水台 - 蔵敷 - 長沢 - 聖マリアンナ医科大学
- 溝16：溝口駅南口 - 向丘出張所 - 南平 - 犬蔵 - 清水台 - 北部市場 - 稗原 - 鷲ヶ峰営業所
- 鷺31：鷺沼駅 - 犬蔵 - 清水台 - 蔵敷 - 長沢 - 聖マリアンナ医科大学前[9]（東急バス虹が丘営業所・小田急バス登戸営業所と共同運行）
- 鷺32：鷺沼駅 - 犬蔵 - 清水台 - 蔵敷 - 鷲ヶ峰営業所（1往復のみ）
- た83：たまプラーザ駅 - 宮前美しの森公園 - 犬蔵 - 白幡八幡前（新道） - 原ヶ谷 - おし沼 - 向丘遊園駅南口（東急バス虹が丘営業所と共同運行）

犬蔵線は、元菅生出張所の主幹路線で、溝口駅から向丘出張所・南平方面へと向かう。
主に運行されるのは溝15で、犬蔵から尻手黒川道路を東へ向かい宮前平駅に至る。溝15は団地が点在する溝口駅 - 向丘出張所で前述の柿生線と併走するため混雑する。一部便は宮前平駅でそのまま折り返さず、急坂を越えて宮前区役所へ向かうが、これはとのした橋 - 宮前平駅が宮前区内であるため区役所への足として運行しているものである。宮前区役所行きの降車扱いは宮前平駅南口ロータリー内で、乗車扱いは4番のりばで行う。
後述する宮04,05も、沿線が宮前区内であることから宮前区役所へ向かう便がある。宮前平側の最終便は、途中の白幡八幡前止まりとなっていたが、溝口駅南口まで延伸された。
宮前区役所には折返所はなく、宮前平駅4番に着いた段階で新たな行先に変わり、宮前区役所を経由し土橋から合流して犬蔵方面へ向かう。このため宮前平駅止まりの折り返しバスは両方向で土橋神社前を経由するが、宮前区役所を経由するバスは犬蔵方面の便は土橋神社前を経由しない。
溝16は、犬蔵から尻手黒川道路を溝15系統と逆方向菅生車庫・清水台方面へ向かう路線で、北部市場前経由鷲ヶ峰営業所行きは終日、長沢経由聖マリアンナ医科大学行きは日中のみ運行される。
犬蔵線は溝15系統を除き、浄水場通りと尻手黒川道路の交点である、清水台交差点を右折または直進する。清水台交差点を中心として、尻手黒川道路の菅生車庫付近から浄水場通りの蔵敷交番前交差点と尻手黒川道路の稗原交差点付近まで渋滞が多く、定時運行が難しくなっている。
宮04・宮05は、宮前平駅から菅生車庫・清水台方面へ向かう路線で、宮04系統は尻手黒川道路を稗原交差点まで走行する。宮05系統は清水台交差点を蔵敷方面へ右折する。宮05は本数が1時間に0 - 3本程度となっている。
2017年（平成29年）3月26日のダイヤ改正より、宮04・宮05・溝15・溝16は菅生営業所（現：鷲ヶ峰営業所菅生車庫）との共同運行となった。また、宮前平駅 - 白幡八幡前の区間便はすべて菅生営業所に移管された。
2018年（平成30年）10月1日のダイヤ改正より、鷺31・32系統が運行開始された。鷺31は東急バス・小田急バスとの3社共同運行であり、日中のみの運行。新設当初から共通定期券の取り扱いは無い。また、3社で運賃が一切統一されておらず、市バスは大人220円・子供110円であるのに対し、東急バスは大人230円・子供120円（IC115円）（た83も同様）、小田急バスは大人240円・子供120円（IC50円）となっている。鷺32は鷺31の送り込み、鷺31運行終了後の入庫のみ運行する。
鷺31系統の新設に合わせ、宮05・溝16系統でも小田急バス単独で存在していた菅生停留所での乗降が可能となった。
2018年（平成30年）10月1日のダイヤ改正から溝15系統に深夜バスを、溝16系統に溝口駅南口→北部市場前までの区間便を平日の夜間時間帯に新設。

2022年（令和4年）3月27日のダイヤ改正で、鷲ヶ峰営業所菅生車庫（旧：菅生営業所）から「た83」を移管される。

### 生田線

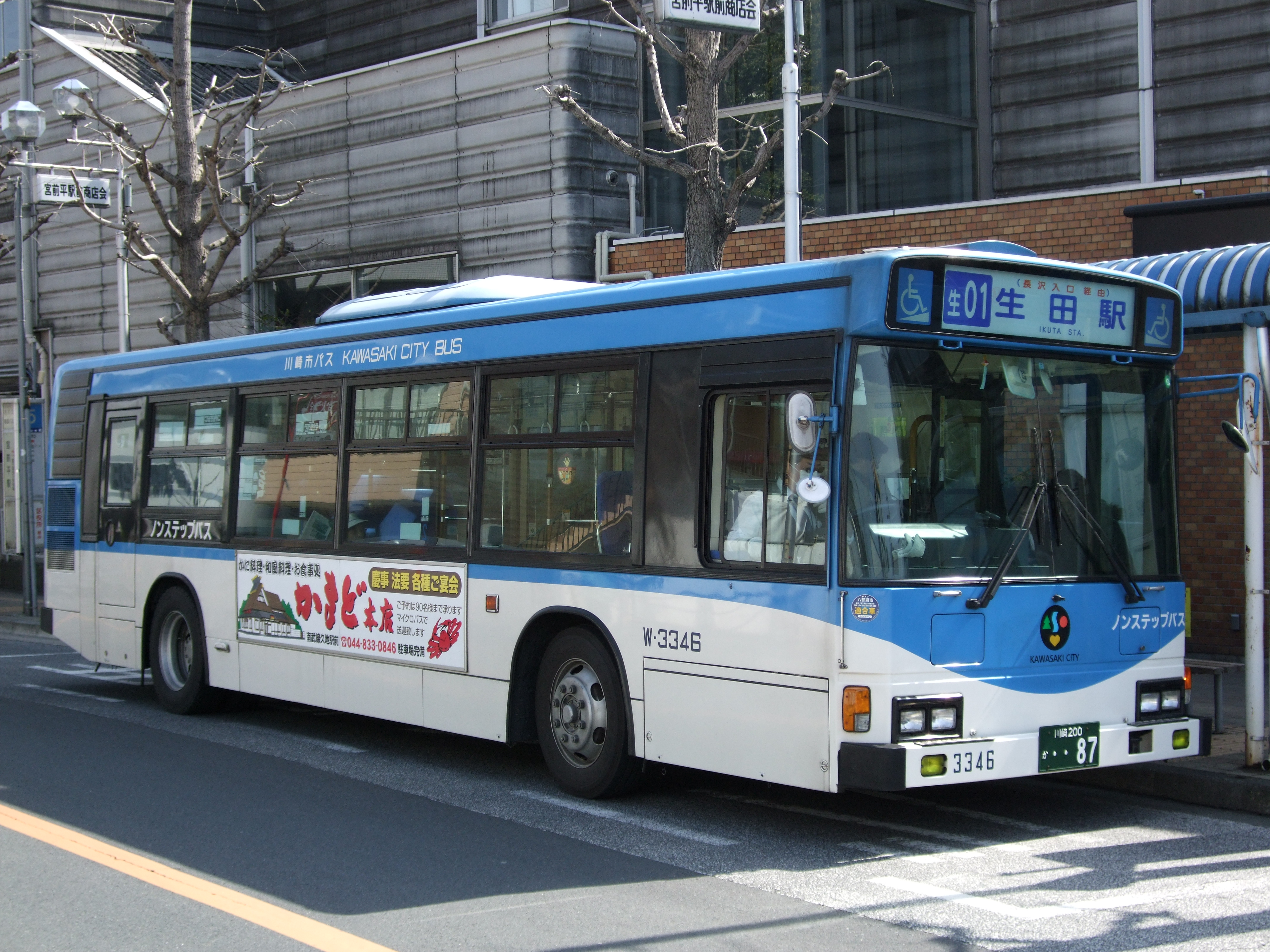
生01系統の運用に就く大型ノンステップバス（W-3346）

系統図

- 生01：生田駅 - 春秋苑入口 - 長沢入口 - 田園調布学園大学前 - 稗原 - 鷲ヶ峰営業所
- 生01：生田駅 - 春秋苑入口 - 長沢入口 - 田園調布学園大学前 - 稗原 - 蔵敷 - 清水台 - 宮前平駅
- 生01：生田駅 - 春秋苑入口 - 長沢入口 - 田園調布学園大学前 - 稗原 - 蔵敷 - 清水台 -（←宮前区役所 ← 宮前平駅 / 宮前平駅 → 宮前区役所）
- 生01：鷲ヶ峰営業所 → 長沢入口 → 田園調布学園大学前 → 稗原 → 蔵敷 → 清水台 → 宮前平駅（朝方1本）
- 生02：生田駅 - 春秋苑入口 - 鷲ヶ峰営業所
- 生02：生田駅 - 春秋苑入口 - 聖マリアンナ医科大学
- 生03：生田駅 → 栗谷三丁目 → 南生田保育園 → 南生田四丁目 → 鷲ヶ峰営業所（初発-15時）
- 生03：生田駅 → 栗谷三丁目 → 南生田一丁目 → 南生田四丁目 → 鷲ヶ峰営業所（15時-終車）
- 生03：生田駅 → 栗谷三丁目 → 南生田一丁目 → 南生田四丁目 → 聖マリアンナ医科大学（15時-終車）
- 生03：生田駅 → 栗谷三丁目 → 南生田保育園 → 南生田四丁目 → 聖マリアンナ医科大学（初発-15時）
- 生03：生田駅 ← 栗谷四丁目 ← 南生田一丁目 ← 南生田四丁目 ← 鷲ヶ峰営業所（初発-15時）
- 生03：生田駅 ← 栗谷四丁目 ← 南生田保育園 ← 南生田四丁目 ← 鷲ヶ峰営業所（15時-終車）
- 生03：生田駅 ← 栗谷四丁目 ← 南生田一丁目 ← 南生田四丁目 ← 聖マリアンナ医科大学（初発-15時）
- 生03：生田駅 ← 栗谷四丁目 ← 南生田保育園 ← 南生田四丁目 ← 聖マリアンナ医科大学（15時-終車）

生田駅と近辺の住宅地を経由する路線である。
生03は生田駅発は始発 - 15:00までは保育園経由、15:00 - 終車までは一丁目経由で、鷲ヶ峰営業所・聖マリアンナ医科大学発は始発 - 15:00までは一丁目経由、15:00 - 終車までは保育園経由で運行する。
生01は西長沢地区や宮前区西部の潮見台、稗原、蔵敷を経由するため非常に大回りな経路になっているのが特徴で、宮前平側は区役所対策として宮前区役所まで行く便がある。生02はその区間便的位置づけで鷲ヶ峰営業所前行と通院路線として聖マリアンナ医大行がある。
生01や生02は沿線に学校が多く、生01は団地が長沢団地・稗原小学校前・菅生三丁目・蔵敷団地・清水台・菅生車庫に多く点在している関係で混雑する。また清水台や蔵敷交番前、稗原などの大通りと交差する交差点を曲がって行く路線のため、渋滞に巻き込まれやすく遅延が多い。特に生01は宮前平から田園調布学園大学・百合丘高校・生田高校方面への長距離需要も多い。しかし生01は本数は多くなく、宮前平駅周辺で宮前区役所を経由する便を合わせても日中毎時3-4本である。
生03は、生01・02より西側の南生田地区を経由するのが特徴で、往路・復路共に南生田小学校～南生田三丁目間では経路が違う。また15時を境に途中経路が往路・復路共に逆転するため、利用の際には注意が必要である。
2014年3月1日より、聖マリアンナ医大入口発の生02・03は聖マリアンナ医科大学発となり、生01は経由する2か所の蔵敷で乗降が可能となった。

### 新ゆり線
- 新12：新百合丘駅 - 山口台中央 - 白山神社 -  王禅寺口 - 裏門坂 - 田園調布学園大学前 - 稗原 - 鷲ヶ峰営業所
- 新13：新百合丘駅 → 山口台中央 → 白山神社 → 王禅寺口 → 日生住宅 → 山口台中央 → 新百合丘駅（王禅寺口循環・白山神社先回り）
- 新13：新百合丘駅 → 山口台中央 → 日生住宅 → 王禅寺口 → 白山神社 → 山口台中央 → 新百合丘駅（王禅寺口循環・日生住宅先回り）

新百合ヶ丘駅と白山・王禅寺地区を結ぶ路線。
2017年（平成29年）10月1日のダイヤ改正より、主に溝11の出入庫系統として新12が新設。新ゆりグリーンタウンを経由しない点を除き、後述の新10出入庫便と同ルートである。なお、後述の小田急バスとの共通定期券は全区間で利用不可となっていた（現在は廃止済）。
新13は、2021年（令和3年）3月1日のダイヤ改正における新10（新ゆりグリーンタウン - 新百合丘駅）の撤退に伴い、王禅寺口付近の本数を確保するために新設された路線。白山神社先回り基準で、梨木団地入口まで新12と同ルートを通り、裏門坂交差点を左折、そして王禅寺小学校前交差点を右折し、そこから先は小田急バスの新15と同ルートで新百合丘駅まで戻る。日生住宅先回り便は、午前の一部時間帯、白山神社先回り便は午後の一部時間帯にそれぞれ約40分間隔で運行される。また、先述のダイヤ改正と同時に、新12は新百合丘駅でののりばが3番のりばから2番のりばに移動し、大幅に本数が増えることとなった。

### 西菅線

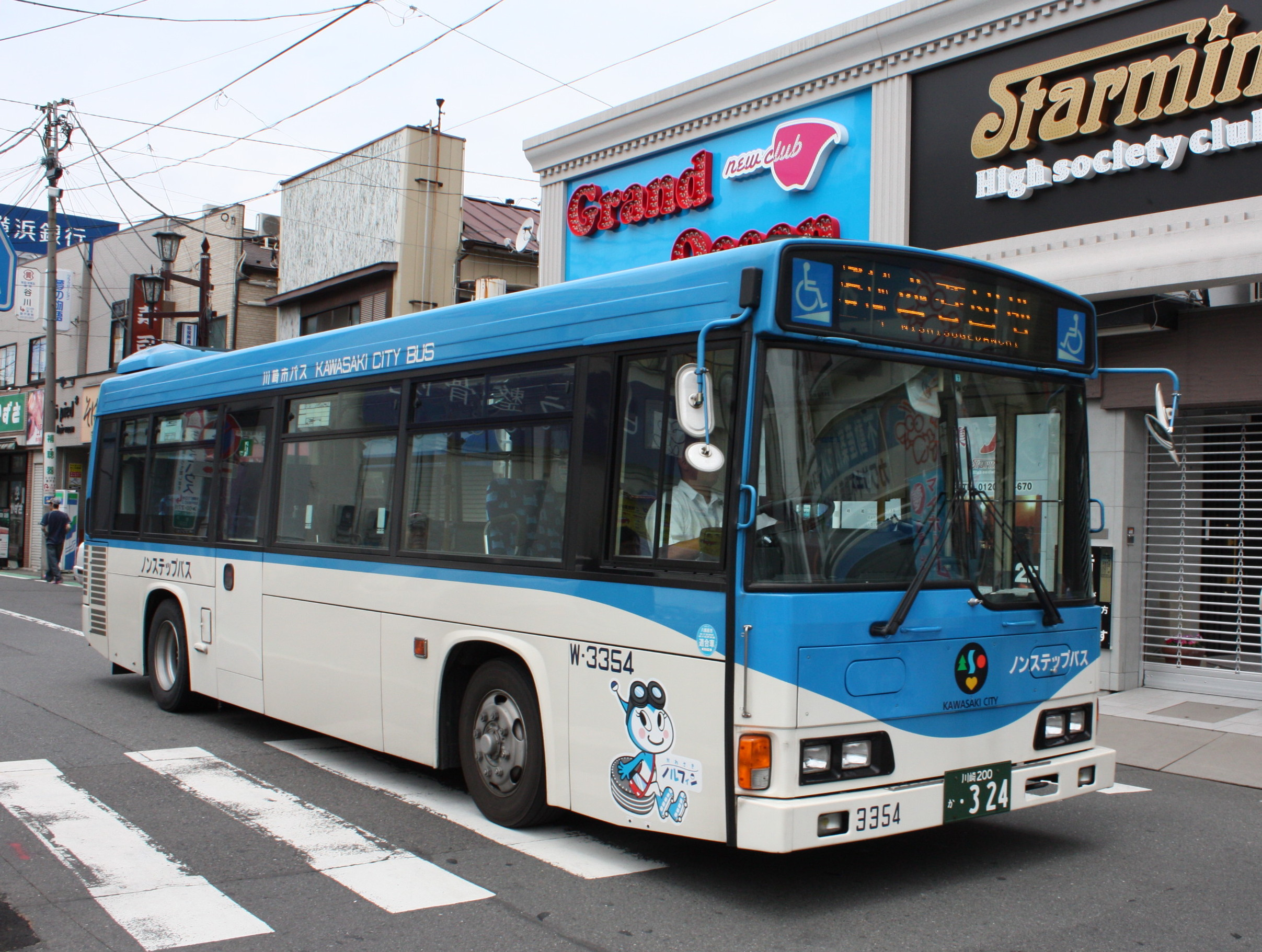
西菅線で使用されていた中型ノンステップバス（W-3354）

路線図

- 登14：向丘遊園駅南口 - 多摩警察署 - 土渕 - 城下 - 西菅団地（朝夕のみ）
- 登14：登戸駅 → 向丘遊園駅入口 → 多摩警察署 → 土渕 → 城下 → 西菅団地（日中のみ）
- 登14：登戸駅 ← 向丘遊園駅前 ← 多摩消防署 ← 土渕 ← 城下 ← 西菅団地（日中のみ）
- 登14：向丘遊園駅入口 ← 登戸駅 ← 向丘遊園駅前 ← 多摩消防署 ← 土渕 ← 城下 ← 西菅団地（入庫便）
- 登14：多摩消防署 → 向丘遊園駅前 → 登戸駅 → 多摩警察署 → 土渕 → 城下 → 西菅団地（出庫便）
- 登14：西菅団地 → 城下 → 菅四丁目 → 城下 → 西菅団地（日中のみ）
- 登14：城下 - 西菅団地

向ヶ丘遊園駅・登戸駅と、多摩区西部の西菅団地を結ぶ多摩区横断路線。城下は京王相模原線京王稲田堤駅南口の最寄りバス停となっており、徒歩でJR南武線稲田堤駅に向かうことも可能である。
運行本数は、城下 - 西菅団地間が朝夕は毎時3本程度、日中は毎時1-3本程度であり、登戸駅方面 - 城下間が終日約40分間隔で運行されている。また、菅四丁目便は日中のみの運行で、約120分間隔の1日4本のみである。菅四丁目行きのみ西菅団地から城下の間に乗車した場合は、菅四丁目までに降車しなくてはならない。
本線の向ヶ丘遊園方面行きは、土渕地区からの鉄道駅連絡路線や多摩区役所へのアクセス路線として機能しており、朝夕に多摩区役所非経由で向丘遊園駅南口へ行く便がある他は、全便が多摩区役所経由で登戸駅行き、または登戸駅経由で向丘遊園駅入口行きになる（登戸駅行きは多摩消防署から西菅団地行き）。
向ヶ丘遊園駅から登戸駅付近は道路が狭いことから、主に中型車で運行されていたが、同区間の区画整理事業の進展に伴い、2021年（令和3年）時点では主に大型車での運行に変わっている。なお、登戸駅付近には折返場がないため、一方通行でのラケット式循環区間となっているが、運行は向丘遊園駅入口で一度打ち切られる。ただし多摩消防署から西菅団地方面への乗車は可能である。
本線（登戸方面 - 城下）と支線（城下 - 菅四丁目）間の乗り継ぎには、乗継運賃が5割引となる割引制度があり、乗り継ぐ前に乗継割引乗車料金を支払った後、乗継券の交付を受ける必要がある。
2017年（平成29年）3月26日のダイヤ改正で菅生営業所（現：鷲ヶ峰営業所菅生車庫）から移管され、およそ6年ぶりに鷲ヶ峰営業所の担当に戻ることとなった。
かつては小田急バス生田営業所（登戸営業所の前身）も城下 - 西菅団地便を担当していた。廃止時期は不明であり、共通定期券の取り扱いは無かった。

向丘遊園駅前は、区画整理事業の進捗に伴う経路変更により、2022年3月26日をもって廃止。翌日より全便通過となった。

### 五所塚線
- 登05：登戸駅（生田緑地口） - 宿河原 - 神木本町 - 向丘出張所 - 蔵敷 - 清水台 - 菅生車庫
- 登05：登戸駅（生田緑地口） - 宿河原 - 神木本町 - 向丘出張所 - 蔵敷 - 清水台 - 菅生車庫 -（←宮前区役所前 ← 宮前平駅 / 宮前平駅 → 宮前区役所前）
- 登05：登戸駅（生田緑地口） - 宿河原 - 神木本町 - 向丘出張所 - 蔵敷 - 稗原 - 鷲ヶ峰営業所
- 登05：登戸駅（生田緑地口） → 宿河原 → 神木本町 → 向丘出張所
- 登05：登戸駅（生田緑地口） ← 宿河原 ← 神木本町 ← 堰下

登戸駅（生田緑地口）から神木本町・向丘出張所・蔵敷方面に向かう路線で、旧菅生営業所の主力路線の一つ。日中は1時間に2-3本程度運行されるほか、平日・土曜朝には向丘出張所止まりの区間便が設定されている。
向丘出張所に折り返し所はなく到着後はいったん回送となり、平交差点を左折し白幡八幡を経由し、平五丁目、平二丁目を右折し、堰下より客扱いを行う。
以前は鷲ヶ峰営業所の担当路線であったが、2011年（平成23年）4月1日の菅生営業所開設と同時に菅生に移管。
2022年（令和4年）3月27日のダイヤ改正で、鷲ヶ峰営業所菅生車庫（旧：菅生営業所）から再移管され、およそ11年ぶりに鷲ヶ峰の担当に戻ることとなった。
当該系統は宮前区内、向丘出張所所轄の平・五所塚・初山・菅生ケ丘・菅生から宮前区役所本庁舎へは、これまで必ず乗り換えが発生する所を乗り換えなしで行ける唯一の路線。平日は日中1時間1本で運行されるが、土休日は大幅に本数が減る。宮前平駅・宮前区役所方面は蔵敷、清水台経由のため、大回りする形で運行するため、神木本町～向丘出張所間は並行する溝15系統に乗車した方が早い。

### カリタス線
- 登06：鷲ヶ峰営業所 - 稗原 - 北部市場前 - 蔵敷団地 - 蔵敷 - 向丘出張所 - 神木本町 - 宿河原 - 登戸駅入口 - カリタス学園（出入庫便）

- 登06：鷲ヶ峰営業所 - 稗原 - 北部市場前 - 蔵敷団地 - 蔵敷 - 向丘出張所 - 神木本町 - 宿河原 - 登戸駅入口 - 中野島多摩川住宅（出入庫便）
- 登21：中野島多摩川住宅 - 登戸駅入口 - 新船島橋（循環）
- 登21：カリタス学園 - 登戸駅入口 - 新船島橋（循環）

鷲ヶ峰営業所からカリタス学園と中野島多摩川住宅を結ぶ路線。大多数が新船島橋折り返しで、鷲ヶ峰営業所へ至る出入庫便は車両運用の都合により不規則的な運行間隔になっている。ラッシュ時はカリタス学園の生徒が通学のために多く利用する。基本的に中型車で運行されるが、カリタス学園発着便においては大型車での運行もある。なお、中野島多摩川住宅発着便については、付近道路の狭さにより、大型車は入線できない。
登21系統は川崎市立多摩病院開設後に新設された。2011年（平成23年）4月1日の鷲ヶ峰から菅生営業所への移管時に、中野島多摩川住宅便の全てと、カリタス学園便のほとんどを多摩病院接続の登21に変更された。現在登21系統は1時間に3 - 4本、登20系統は早朝の平日1本、土休日3本の計4本のみ。新船島橋・登戸駅入口での路線の打ち切りはなく、新船島橋、登戸駅入口にも折返所はない。新船島橋行きは多摩病院の先を左折して多摩沿線道路を通り、稲田中学校の前を経て稲田中学校西交差点を右折、合流し新船島橋へ至る。登戸駅入口は和泉までの間を上下別ルートとすることで折り返しを行っている。循環運転だが、カリタス学園・中野島多摩川住宅で打ち切りとなる。
以前は鷲ヶ峰営業所の担当路線であったが、2011年（平成23年）4月1日の菅生営業所開設と同時に菅生に移管。
2022年（令和4年）3月27日のダイヤ改正で、鷲ヶ峰営業所菅生車庫（旧：菅生営業所）から再移管。同時に菅生車庫発着であった各出入庫系統を北部市場経由の鷲ヶ峰営業所発着に変更し、稗原小学校経由の鷲ヶ峰営業所発着便を廃止。

2022年（令和4年）8月1日のダイヤ改正で、登20を廃止のうえ、土休日日中を中心に減便・時刻変更が行われた。

### 藤子・F・不二雄ミュージアム線
- 無番：登戸駅（生田緑地口） - 藤子・F・不二雄ミュージアム（直行）
- 無番：登戸駅（生田緑地口） - 藤子・F・不二雄ミュージアム - 生田緑地（急行）

川崎市 藤子・F・不二雄ミュージアムの開館にあわせ、2011年（平成23年）9月3日より運行開始。
登戸駅（生田緑地口）は交番の前に新設された停留所、藤子・F・不二雄ミュージアムはミュージアム前に新設された停留所に発着する。ただし生田緑地からの登戸駅行きは以前の「向丘遊園」（2011年8月22日に改称）停留所に発着する。
「生田緑地」停留所は、既存の「生田緑地入口」より奥の生田緑地東口に新設されたバス停で、旧「向丘遊園」停留所以外は新設されたミュージアム線専用バス停となっている。
上記停留所以外には停車しない直行便で、経路は登05系統と異なり、登戸駅を出ると最初の信号を右折して府中街道方向へ向かう。新道を左折し、宿河原駅入口、長尾橋交差点をそれぞれ右折し、ミュージアムへ至る。折り返しはそのまま直進し、本村橋交差点を右折して新道を経由し、往路のコースに戻り登戸駅へ向かう。
一部便は本村橋交差点を直進し、生田緑地東口まで運行する。こちらは東口駐車場への側道を利用して折り返しを行う。また、登戸駅行きもミュージアムを経由するため、こちらは往路と同じコースとなる。
いずれも車内外に藤子・F・不二雄作品のキャラクターがデザインされた専用のバス4台で運行され、うち1台は予備車として待機する。ミュージアム休館日には生田緑地便を含めて全便が運休となる。

### 直行路線
- 直行：溝口駅前 - アマゾンジャパン川崎FC

Amazonの物流拠点「アマゾン川崎フルフィルメントセンター」（川崎市高津区北見方3-14）への直行路線。朝夕のみの運行。

## 廃止・移管路線

### 移管路線

#### 犬蔵線
- 宮03：宮前平駅 - 犬蔵 - 菅生車庫

- 宮03：鷲ヶ峰営業所 - 稗原 - 蔵敷 - 清水台 - 犬蔵 - 宮前平駅
- 宮03：（宮前区役所 ← 宮前平駅 / 宮前平駅 → 宮前区役所） - 犬蔵 - 菅生車庫
- 宮04：宮前平駅 - 犬蔵 - 清水台 - 北部市場

宮03は、宮前平駅側の出入庫系統で2018年（平成30年）2月1日のダイヤ改正で消滅。（鷲ヶ峰営業所菅生車庫担当の宮03は2022年3月26日まで残存）

### 廃止・移管・休止路線

#### 柿生線
- 溝10：溝口駅南口 - 向丘出張所 - 蔵敷 - 稗原- 田園調布学園大学前 - 琴平下 - 柿生駅前
- 溝10：堰下 → 蔵敷 → 稗原 → 田園調布学園大学前 → 琴平下 → 柿生駅（下り初発出庫）
- 溝10：溝口駅南口 ← 向丘出張所 ← 蔵敷 ← 稗原 ← 田園調布学園大学前 ← 長沢入口（上り初発出庫）

廃止時点で川崎市バスの最長路線であった。2022年（令和4年）12月1日のダイヤ改正で廃止。

#### 新ゆり線
- 柿03：新ゆりグリーンタウン - 日生住宅 - 裏門坂 - 田園調布学園大学前 - 稗原 - 鷲ヶ峰営業所
- 柿03：新ゆりグリーンタウン - 白山北緑地 - 真福寺 - 柿生駅（1日1往復のみ）

- 新10：新ゆりグリーンタウン - 白山神社 - 山口台中央 - 新百合丘駅[21]（小田急バス登戸営業所と共同運行）
- 新10：新百合丘駅 - 山口台中央 - 白山神社 - 新ゆりグリーンタウン - 王禅寺口 - 裏門坂 - 田園調布学園大学前前 - 稗原 - 鷲ヶ峰営業所
- 新11：鷲ヶ峰営業所 → 稗原 → 田園調布学園大学前 → 裏門坂 → 日生住宅 → 山口台中央 → 新百合丘駅（土曜・休日夜1本のみ）

柿03は、2014年（平成26年）11月30日に新設された新10の出入庫便に代替され廃止。柿03のうち新ゆりグリーンタウン - 柿生駅の路線は最末期には1日1往復のみであったが、1987年（昭和62年）に新百合ヶ丘駅バスターミナルへの道路ができるまでは現在の新10（小田急バス）と同程度の運行本数であった。
新10は、2021年（令和3年）3月1日のダイヤ改正で共同運行相手であった小田急バスに移譲し撤退。同時に新10出入庫便・新11は廃止された。共同運行時は、市バス便・小田急便どちらにも乗車できる共通定期券（新10出入庫便は新百合丘駅 - 新ゆりグリーンタウン間のみ利用可能、新11・新12は全区間利用不可）の取り扱いもあった。また、小田急バスにおいては従来登戸営業所（及び前身の生田営業所）所管だったが、2023年7月30日に新百合ヶ丘営業所へ移管された。なお、新10出入庫便の廃止によって発着本数が減少してしまう王禅寺口地区は、新13（前述）が新設され、廃止前と同程度の本数が確保されている。
カリタス線
- 登20：登戸駅入口 - カリタス学園

2022年（令和4年）8月1日のダイヤ改正で廃止。末期は土休日の朝登戸駅向け3本のみだった。

#### 快速ミューザ
- 快速ミューザ：川崎駅西口 → 野川 → 宮前平駅 → 清水台 → 稗原 → 新百合ヶ丘駅（運行休止中）

2005年（平成17年）秋に上平間営業所から移管された。現在は運行されていない。

## 車両

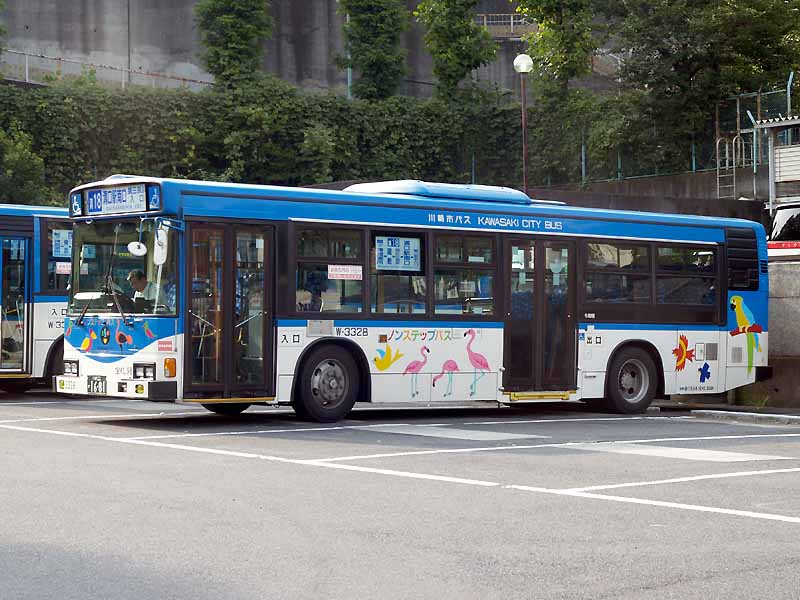
川崎市バスで初めて導入されたノンステップバス（W-3328）

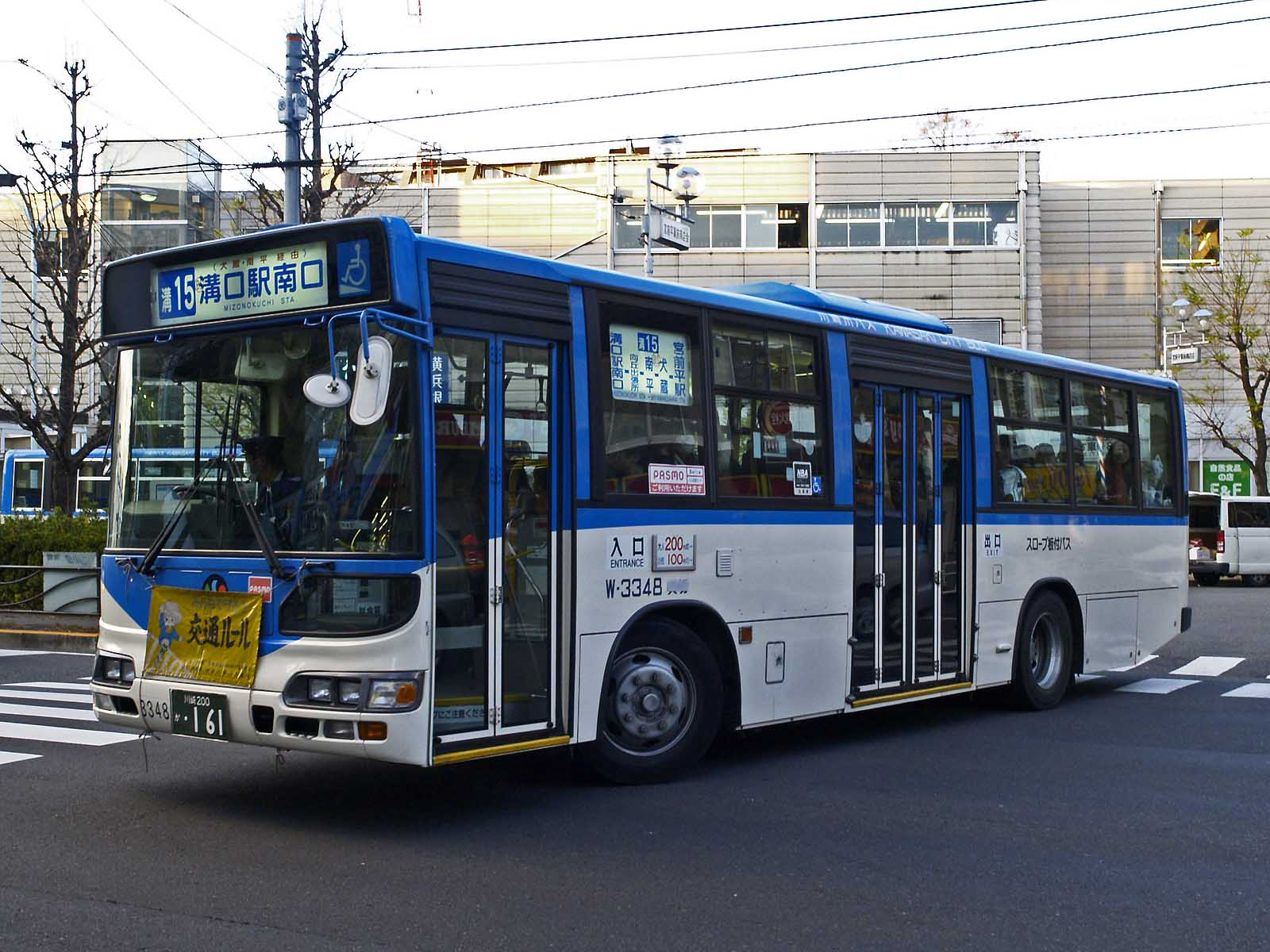
川崎市バスで1台のみ導入された、日野・ブルーリボンシティワンステップ（W-3348）

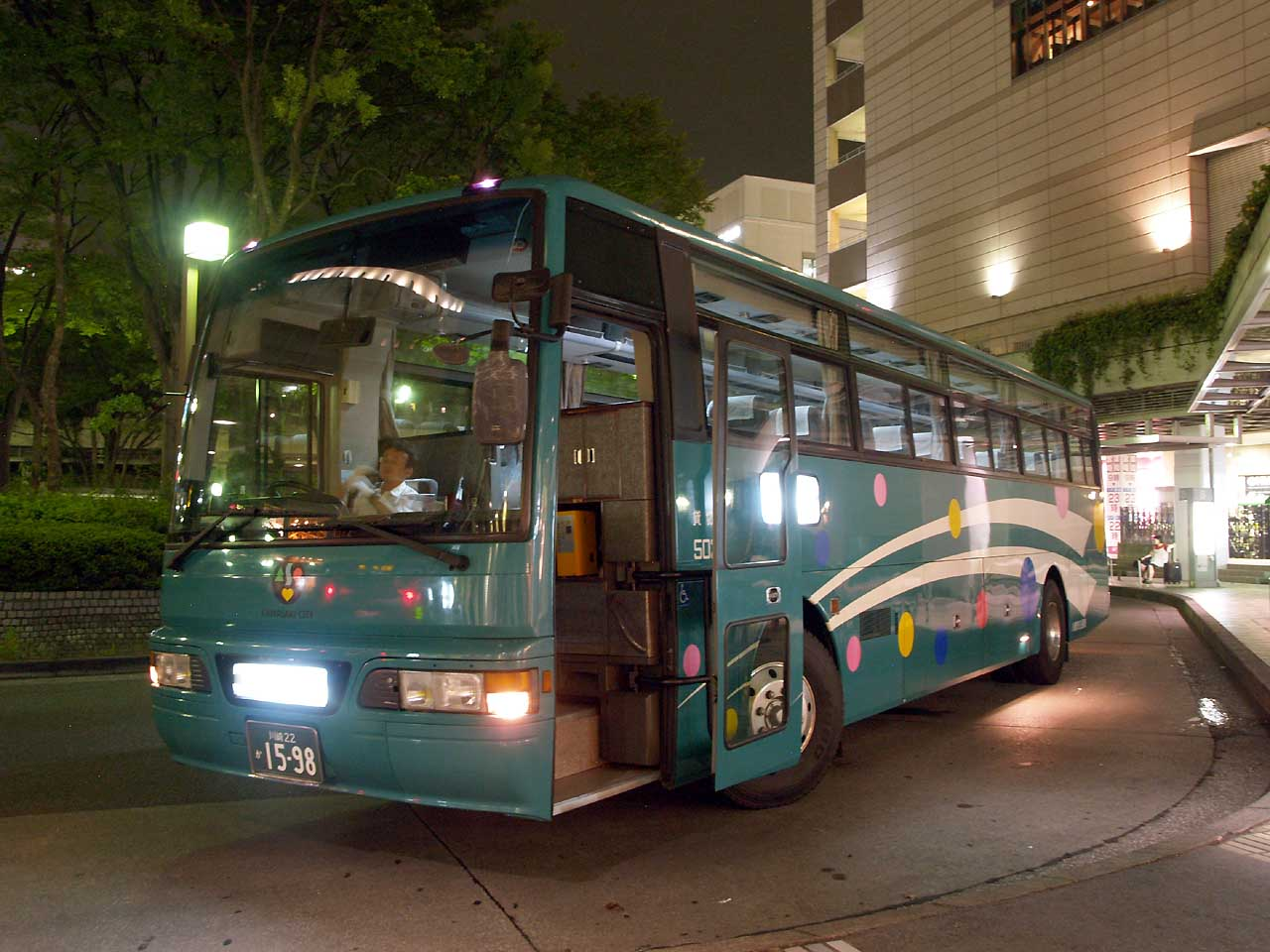
快速ミューザで使用されていた車両（W-502）

かつて川崎市交通局では地域振興策として、市内に工場があったいすゞ自動車（川崎区殿町のいすゞ川崎工場、2004年閉鎖）、三菱ふそう（中原区）の2社の車両を全営業所で導入していた。いすゞ車は純正車体と富士重工製車体、三菱車は呉羽車体を採用していた。公害が深刻な社会問題となった川崎市では低公害車の導入に積極的に取り組み、1990年代にはハイブリッド車導入を契機に日野自動車製の車両導入が再開され、CNG車導入により日産ディーゼル（現：UDトラックス）製の車両も導入されるようになった。その後は指名競争入札制度により、国産ディーゼル4社の車両が導入されるようになった。日野車は純正車体、日産ディーゼル車は富士重工製車体を採用していたが、富士重工のバス架装事業撤退後は西日本車体工業製の車体に切り替えられた。
当営業所でも国産ディーゼル4社の車両が在籍するが、中でも日野車の割合が比較的高めである。混雑が激しい路線を抱えることから塩浜営業所と同じく、長尺・標準尺ノンステップバスや、後部座席を削減し立席スペースを広くとったラッシュ型のノンステップバス・ワンステップバスなども導入している。
2021年（令和3年）頃から、鷲ヶ峰営業所菅生車庫所属車と同様に、リアガラスに後方確認用の拡大レンズが追設されている。
2021年（令和3年）4月1日の組織改編で、旧菅生営業所所属車が全車鷲ヶ峰営業所に転属となり、リア窓に記載されている所属営業所・電話番号も鷲ヶ峰営業所のものに変更されたが、車体に標記されている営業所記号は、旧菅生営業所を示す「M」のままであり、菅生車庫（旧：菅生営業所）管内の路線に限定運用された。
2022年（令和4年）3月27日の組織改編で、菅生車庫（旧：菅生営業所）所属車を鷲ヶ峰営業所に集約。鷲ヶ峰営業所本体所属車と一体運用が組まれるようになった。
川崎市バスの営業所では唯一、日野・ブルーリボンシティハイブリッドが在籍していない。

### 藤子・F・不二雄ミュージアムのラッピング車両
藤子・F・不二雄ミュージアムのシャトルバスを担当するため、初代専用車としていすゞ・エルガミオと日野・ポンチョが各2台の計4台在籍していた。描かれているキャラクターは、いすゞ・エルガミオにはドラえもんとオバケのQ太郎各1台、日野・ポンチョにはキテレツ大百科とパーマン各1台が配置されていた。
2016年の藤子・F・不二雄ミュージアム開業5周年を契機に、日野ポンチョからいすゞ・エルガ1台といすゞ・エルガミオ1台の2台に代替された。
藤子・F・不二雄ミュージアムのシャトルバス専用車両

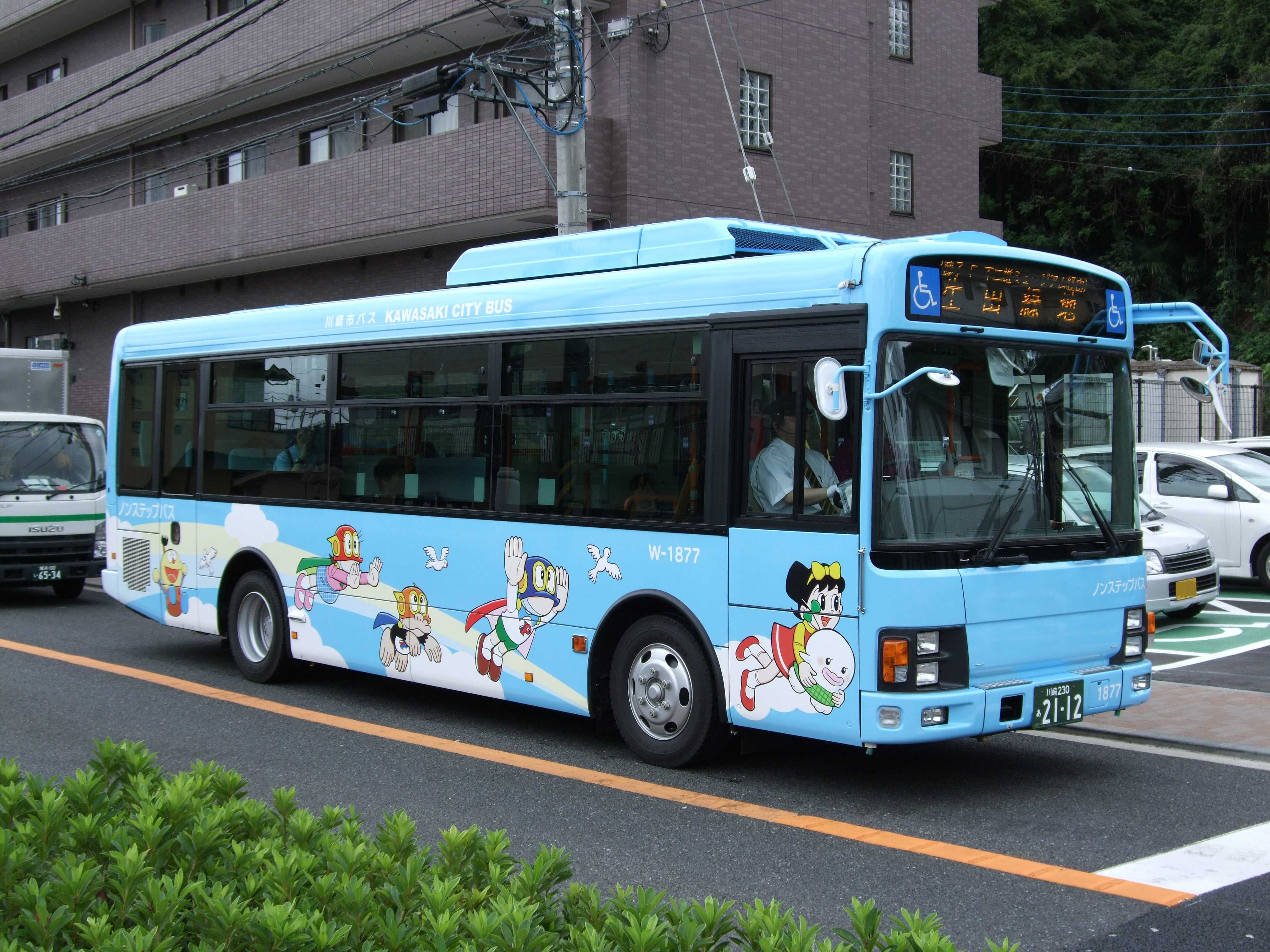
いすゞ・エルガミオ (W-1877)
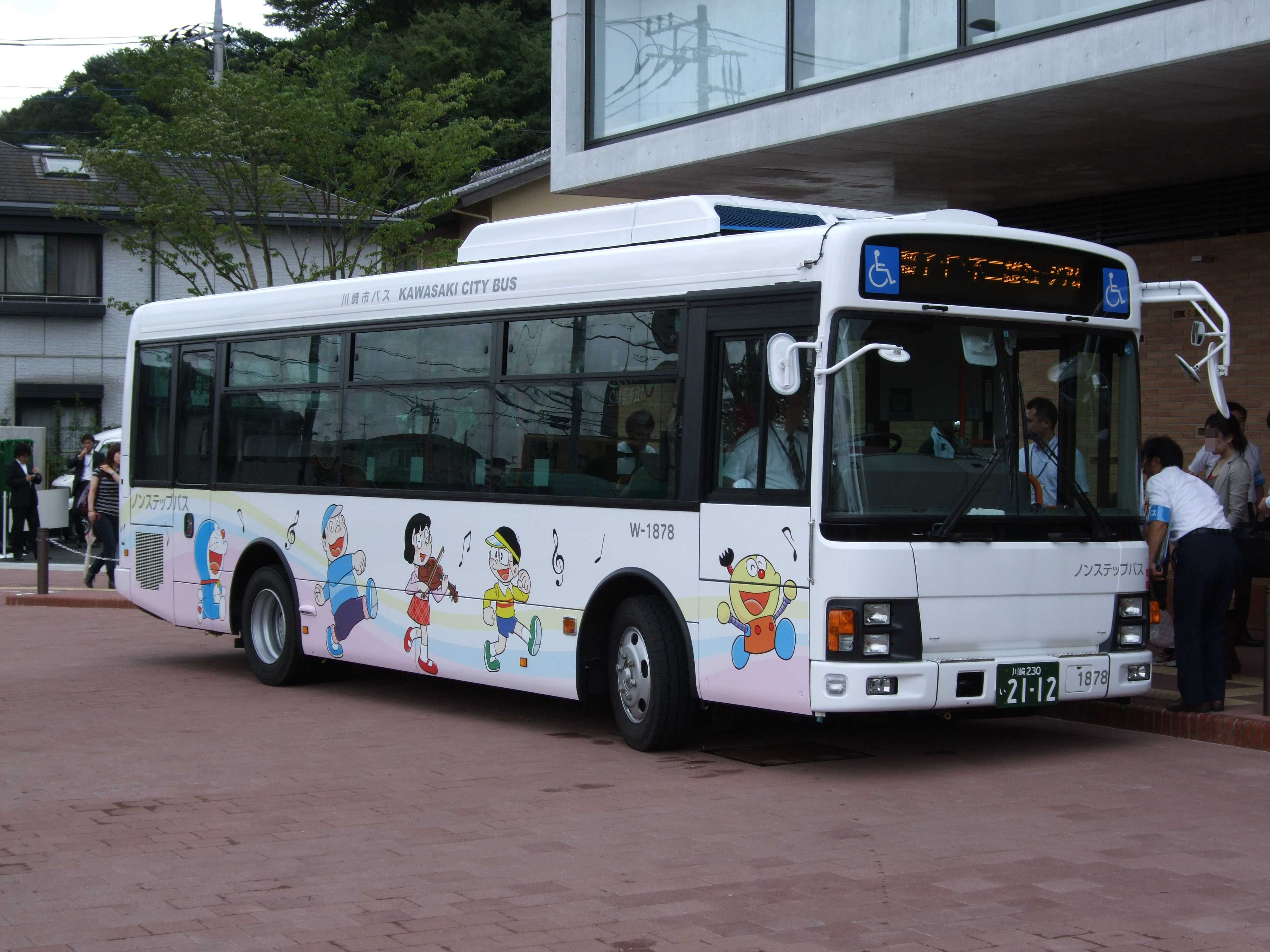
いすゞ・エルガミオ (W-1878)
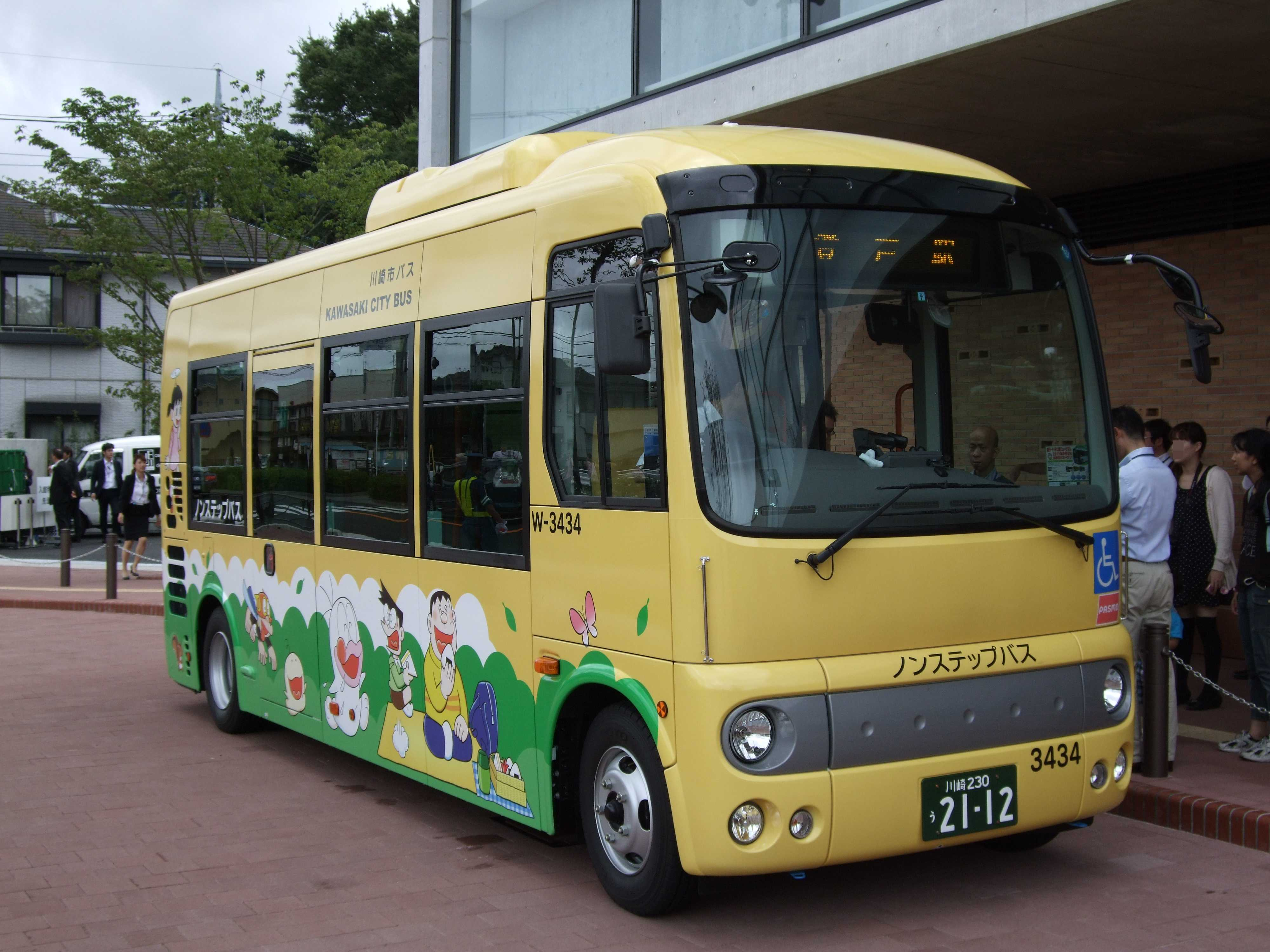
日野・ポンチョ (W-3434)
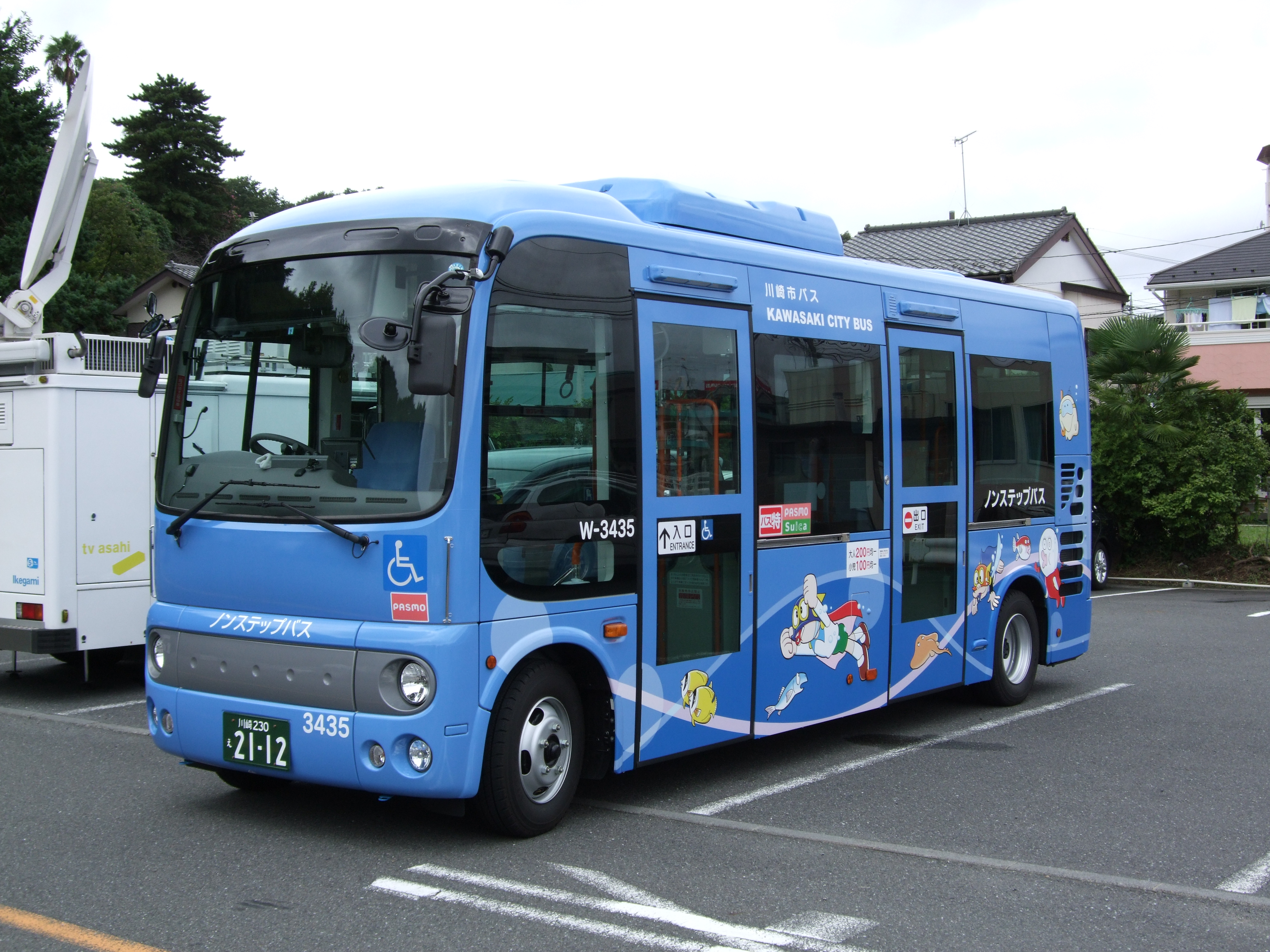
日野・ポンチョ (W-3435)